# Psalidoprocne pristoptera
A Psalidoprocne pristoptera a verébalakúak (Passeriformes) rendjébe, ezen belül a fecskefélék (Hirundinidae) családjába és a Psalidoprocne nembe tartozó faj. 13 centiméter hosszú. Angola, Burundi, Csád, a Dél-afrikai Köztársaság, Dél-Szudán, Eritrea, Etiópia, Egyenlítői-Guinea, Gabon, Kamerun, Kenya, a Kongói Demokratikus Köztársaság, a Kongói Köztársaság, a Közép-afrikai Köztársaság, Malawi, Mozambik, Nigéria, Ruanda, Szomália, Szváziföld, Tanzánia, Uganda, Zambia és Zimbabwe nedves területein él. Rovarevő. Az esős évszakban költ. A meredek homokos vagy agyagos oldalakba 30–60 cm-s üreget készít, melyet fűvel, mohával bélel ki, ebbe helyezi 2-3 tojását. A nőstény 14-19 napig költ, majd a fiókák 24-27 nap múlva repülnek ki a fészekből.

## Alfajai
- P. p. petiti (Sharpe & Bouvier, 1876) – kelet-Nigéria, dél-Kamerun, Gabon, északnyugat-Angola (egyes szerzők szerint külön faj, Psalidoprocne petiti);
- P. p. chalybea (Reichenow, 1892) – észak- és közép-Kameruntól a Közép-afrikai Köztársaságig, nyugat-Dél-Szudánig, észak- és közép-Kongói Demokratikus Köztársaságig (egyes szerzők szerint külön faj, Psalidoprocne chalybea);
- P. p. pristoptera (Rüppell, 1836) – észak-Etiópia, Eritrea;
- P. p. blanfordi (Blundell & Lovat, 1899) – középnyugat-Etiópia;
- P. p. antinorii (Salvadori, 1884) – közép és dél-Etiópia (egyes szerzők szerint külön faj, Psalidoprocne antinorii);
- P. p. oleaginea (Neumann, 1904) – délnyugat-Etiópia, délkelet-Szudán (egyes szerzők szerint külön faj, Psalidoprocne oleaginea);
- P. p. mangbettorum (Chapin, 1923) – dél-Szudán, északkelet-Kongói Demokratikus Köztársaság (egyes szerzők szerint külön faj, Psalidoprocne mangbettorum);
- P. p. ruwenzori (Chapin, 1932) – kelet-Kongói Demokratikus Köztársaság;
- P. p. reichenowi (Neumann, 1904) – Angola, dél-Kongói Demokratikus Köztársaság, Zambia;
- P. p. massaica (Neumann, 1904) – Kenya, észak- és közép-Tanzánia;
- P. p. orientalis (Reichenow, 1889) – dél-Tanzániától és kelet-Zambiától kelet-Zimbabwéig és közép-Mozambikig (egyes szerzők szerint külön faj, Psalidoprocne orientalis);
- P. p. holomelas (Sundevall, 1850) – dél-Zimbabwe, dél-Mozambik, Szváziföld, kelet- és dél-Dél-afrikai Köztársaság (egyes szerzők szerint külön faj, Psalidoprocne holomelas).

## Fordítás
- Ez a szócikk részben vagy egészben  a   Black saw-wing című angol Wikipédia-szócikk fordításán alapul.  Az eredeti cikk szerkesztőit annak laptörténete sorolja fel. Ez a jelzés csupán a megfogalmazás eredetét és a szerzői jogokat jelzi, nem szolgál a cikkben szereplő információk forrásmegjelöléseként.